# 斯巴达营
斯巴达营（俄语：батальон «Спарта»）是隶属于顿涅茨克人民共和国的一支特种部队，也是頓巴斯親俄武裝其中之一，拥有与俄罗斯特种部队相同的武器装备。营参加了伊洛瓦伊斯克战役和第二次顿涅茨克机场战役。该营指挥官弗拉基米尔·佐加于2022年3月5日阵亡。